# Faustina maggiore
Annia Galeria Faustina, meglio nota come Faustina maggiore (105 – 140), fu Augusta dell'impero romano.
Appartenente alla dinastia degli Antonini, fu moglie dell'imperatore Antonino Pio, madre di Faustina minore e zia del successore Marco Aurelio.

## Vita
Fu la figlia del console Marco Annio Vero e di Rupilia Faustina, che era sorellastra dell'imperatrice Vibia Sabina e figlia di Salonina Matidia, nipote di Traiano. Faustina sposò Antonino nel 117 d.C., e gli diede due figli e due figlie, tra cui Faustina minore, futura imperatrice. Quando Antonino divenne imperatore nel 138, Faustina ottenne il titolo di Augusta. Viene sempre raffigurata nei bassorilievi e nelle monete con un'elaborata treccia di capelli raccolta in una crocchia centrale.
Dieci anni dopo la morte di Faustina, fu introdotta una nuova raffigurazione monetaria, con l'incisione Aeternitas ("eternita"); tali monete potrebbero essere state distribuite ad una cerimonia pubblica in sua memoria.

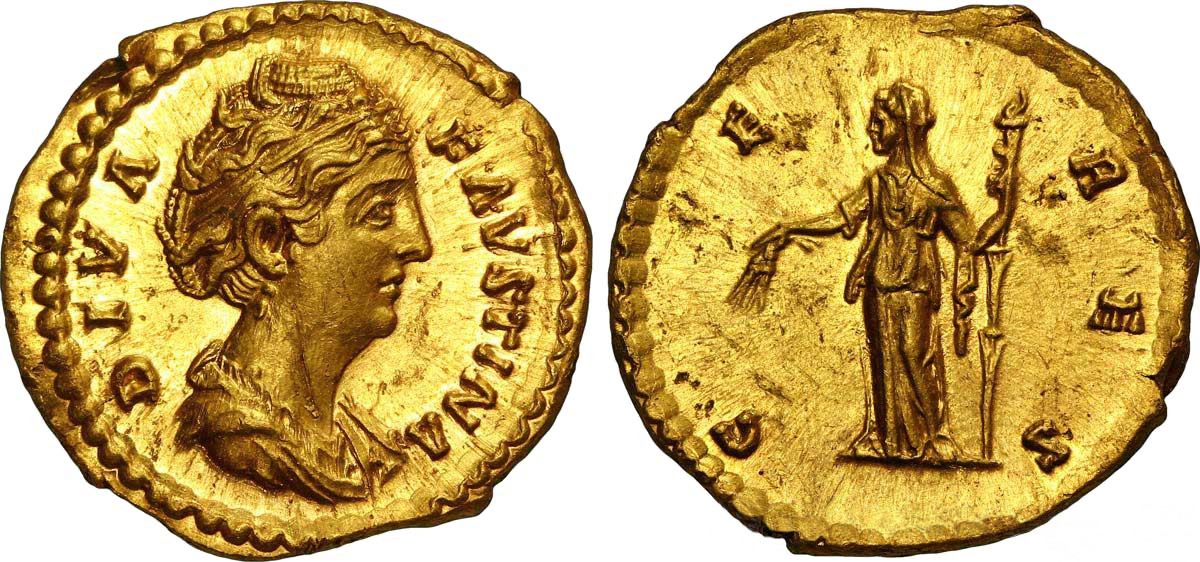
Aureus di Faustina maggiore

Il matrimonio tra i due fu felice, fino alla morte di Faustina nel 140 o 141.

## Morte e culto
Faustina morì prima del marito, che la fece divinizzare post mortem; Antonino le dedicò un nuovo alimenta, il Puellae Faustinae, sussidi a favore delle fanciulle orfane, una statua e un grandioso tempio nel Foro Romano, diventato il Tempio di Antonino e Faustina in seguito alla divinizzazione dell'imperatore dopo la sua morte.
Faustina divinizzata era raffigurata nelle statue nelle monete con un'elaborata pettinatura a trecce, con inserti di gioielli e diademi, che in alcune varianti culminavano con una torre di trecce posta sul capo; tale pettinatura divenne celebre nel Rinascimento, come dimostra il dipinto Madonna col Bambino tra le sante Caterina e Maria Maddalena di Giovanni Bellini che la ripropone sui capelli di Santa Caterina d'Alessandria. 
L'imperatrice fu celebrata in tutto l'Impero romano, dove fu associata in particolare con Cerere, dea delle messi, che appare frequentemente nella monetazione; Erode Attico venerava Faustina come la  "nuova Demetra" (l'equivalente greco di Cerere) in un santuario privato che fece costruire fuori Roma, ora divenuto la chiesa di Sant'Urbano. Oltre a Cerere, appaiono nelle sue monete raffigurazioni di Vesta e Giunone. Fu anche associata con la Magna Mater e a Cirene con Iside; a Sardi era adorata assieme ad Artemide. In Asia minore, a Sagalassos è stata recentemente scoperta una testa di statua colossale in suo onore, parte di un gruppo di ritratti imperiali. . Secondo alcune teorie, Madama Lucrezia, una delle sei Statue parlanti di Roma, potrebbe essere un ritratto di Faustina maggiore nelle vesti di sacerdotessa isiaca.
Nella base della colonna antonina in Vaticano è raffigurata l'apoteosi post mortem di Antonino e Faustina, che dalla pira funebre ascendono al cielo sulle ali di un Genio, scortati da aquile.